# Schalim (Oman)
Koordinaten: 18° 7′ N, 55° 38′ O
Schalim (arabisch شليم, DMG Šalīm; gemäß englischer Transkription Shalim) ist eine Erdölsiedlung und gleichzeitig Verwaltungssitz des Verwaltungsbezirks (Wilaya) Schalim und Hallaniyyat-Inseln im Gouvernement Dhofar in Oman.

## Geographie/Lage/Verkehrsverbindungen
Der Ort Schalim liegt in einer sandigen trockenen Ebene an der Hauptstraße Nr. 41 ca. 310 km östlich von Salala, das man über die Hauptstraße Nr. 39 erreichen kann.

## Wirtschaft
Der Ort lebt von seiner Erdölförderindustrie.